# Comic juri hime
Comic juri hime (japonsky コミック百合姫, Komikku juri hime) je japonský manga antologický časopis, který vydává nakladatelství Ičidžinša. První číslo časopisu bylo publikováno v červenci 2005 a od té doby vycházel čtvrtletně, mezi lednem a prosincem 2016 pak vycházel každý lichý měsíc. Počínaje rokem 2017 vychází každý měsíc. Šéfredaktorkou časopisu je od roku 2017 Kanako Umezawa.
Comic juri hime je nástupcem časopisu Juri šimai a stejně jako on obsahuje tvorbu s juri (lesbickými) tématy. Do roku 2008 byl finančně závislý na časopisu Gekkan Comic Zero Sum. Comic juri hime S byl sesterským časopisem Comic juri hime, který se zaměřoval na mužské publikum. V roce 2010 byl sloučen do Comic juri hime.

## Publikované mangy

### Vychází
- Citrus (Saburóta)
- Futari Escape (Šóiči Taguči)
- Juru juri (Namori)
- Kaketa cuki to Doughnut (Šio Usui)
- Kimi to cuzuru utakata (Juama)
- Kitanai kimi ga ičiban kawaii (Manio)
- Lonely Girl ni sakaraenai (Kašikaze)
- Name raretakunai Namekawa-san (Rie Atou)
- Onna tomodači to kekkon šitemita (Šio Usui)
- Semelparous (Ogino Džun)
- Sasajaku jó ni koi o utau (Eku Takešima)
- Warikitta kankei desukara (FLOWERCHILD)
- Wataši ni tenši ga maiorita! (Nanacu Mukunoki)
- Wataši no juri wa ošigoto desu! (Miman)
- Wataši no oši wa akujaku reidžó (Inori a Sumio Aono)

### Dokončené
- Aoi širo (Tomojuki Fumotogawa a Poči Edoja)
- Ameiro kóčakan kandan (Mijabi Fudžieda)
- Apple Day Dream (Nene Džónouči)
- Clover (Hijori Ocu)
- Curezure bijori (Hamuro Kei)
- Epitaph (Aja Šóoto)
- Goodbye Dystopia (Hisona)
- Gurenki (Takewakamaru)
- Hacukoi šimai (Mizuo Šinonome)
- Hajama-sensei to Terano-sensei wa cukiatteiru (Ohi Pikači)
- Haru nacu aki fuju (Taiši Zaó a Eiki Eiki)
- Himicu šódžo (Chi-Ran)
- Inugami-san to Nekojama-san (Kuzuširo)
- Joruzora no ódži to Asajake no hime (Mera Hakamada)
- Juri danši (Kurata Uso)
- Kawaii anata (Hijori Ocu)
- Kotonoha no miko to kotodama no madžo to (Mijabi Fudžieda)
- Kučibiru tameiki sakurairo (Milk Morinaga)
- Mermaid Line (Rendžúró Kindaiči)
- Nanami to Misuzu (Sunao Minakata)
- Necuzó Trap: NTR (Kodama Naoko)
- Oja ga urusai node kóhai (♀) to gisó kekkon šitemita (Kodama Naoko)
- Otome Cake (Mako Takahaši)
- Rakuen no džóken (Akiko Morišima)
- Simoun (Hajase Hašiba)
- Strawberry Shake Sweet (Šizuru Hajašija)
- Šódžo bigaku (Chi-Ran)
- Tačibana-kan to Lie Angle (Merryhachi)
- Tatoe todokanu ito da to šite mo (tMnR)
- Tokimeki Mononoke džogakuen (Banana Nangoku)
- Uminekosó Days (Kodama Naoko)
- Voiceful (Nawoko)
- ZettaixRoman (Múní Muččiri)

## Yuri Hime @ Pixiv
Yuri Hime @ Pixiv je oficiální název účtu časopisu na internetové platformě Pixiv. Byly zde publikovány mangy Kimi ga šinu made koi wo šitai (Nači Aono), Hero-san to moto onna Kanbu-san (sometime), Jandere Meruko-čan wa senpai ga osuki (Koma Amezawa) a Sore wa, haru no araši no jó ni (KuruKuruHime).